# 王详
王详（？—397年），十六国时后凉大臣。
王详初为吕光的中书令，396年，三河王吕光即天王位，国号大凉，大赦，改元龙飞；以中书令王详为尚书左仆射，著作郎段业等五人为尚书。397年，王详、侍中房晷与尚书段业不和，段业因此同意了沮渠男成的请求，起兵反凉。段业自称为大都督、龙骧大将军、凉州牧、建康公，改年号为神玺，建立北凉政权。太常郭黁以吕光老病，太子吕绍愚昧孱弱，太原公吕纂凶暴骄悍，想要拥立田胡部落的首领王乞基谋反。郭黁以王详为内应，事发，王详被杀。